# Подводница
Подводницата е вид специализиран плавателен съд, който може да се потопява и да извършва подводна работа за продължителен период от време. Подводниците са наричани и подводни лодки, вероятно под руско или немско влияние (думата в тези езици е съответно подводная лодка и Unterseeboot). В по-тесен смисъл подводници се наричат морските съдове със самостоятелно задвижване и голям екипаж, за да се отличат от неавтономните подводни апарати (миниподводници, батискафите и други подобни). 
Подводниците имат корпус с капковидна или пурообразна форма от метална сплав с обшивка и гумено покритие. Задвижват се от електродвигател, захранван от ядрена или дизел-електрическа анаеробна електроцентрала.
Водещи държави в технологиите, производството и употребата на подводниците са Русия, САЩ, Германия,  Япония, Великобритания, Франция, Индия и Китай.
Подводниците са основното въоръжение на Военноморския флот на въоръжените сили на много страни. Към 2000 г. подводниците са в експлоатация от флотите на 40 държави, а 6 държави имат ядрени подводници (САЩ, Русия, Великобритания, Франция, Китай и Индия). Най-важното тяхно свойство от тактическа гледна точка е възможността им да се скриват от погледа и в много случаи да са трудни за откриване. Построяването им е свързано с два паралелни стремежа: преимущество при война по море и проучването на морската бездна. С желанието да притежава все по-ефикасни и неуязвими оръжия, човекът много скоро започва да усъвършенства техниката на подводниците. Днес подводниците с ядрени ракети са сред най-разрушителните оръжия. Вторият стремеж засяга науката, и по-специално изследването на морското дъно. Тези дълбочини, за които в средата на 20 век все още се смята, че в тях има живот, днес разкриват своите тайни. Развитието на подводниците, били те военни или не, е в неразривна връзка с напредъка на технологиите и на материалите.

## История

### В древността и средновековието
Желанието на човека да се потопи за по-дълго и на по-дълбоко, както и да лети е старо, колкото съществуването на човешкия род. Ето защо хората винаги са се стремели да създават съоръжения и инструменти, които да направят тези желания действителност. От древни времена в това отношение са работите на Аристотел, който описва през 260 г. пр.н.е. подводен уред с формата на звънец (водолазен звънец), под който може да се настани гмуркач, тъй като остава въздушно пространство. Дори за Александър Велики се говори, че прави опити за гмуркане в Средиземно море с такъв водолазен звънец. Подробни описания са направени и в 7 – 8 век, но са примесени с митове и народни мъдрости. Един ранен технически чертеж на подводница идва от Гидо да Вигевано към края на 13 век.
Идеята за боево предназначение на подводен плавателен съд е на Леонардо да Винчи. По-късно обаче той унищожава този свой проект, тъй като се опасява от последствията на една евентуална подводна война. През 1538 година трима гърци правят в река Тахо при Толедо демонстрация пред император Карл V на устройство, с което се потапят и изплуват без да се намокрят и да изгасят пренасяния от тях огън. През 1578 година англичанинът Уилям Боурн описва гренландска подводница от тюленови кожи с тръба-шнорхел, която воюва в Черно море, но неговите идеи остават на хартия. По същество това е принципът на баласта, винаги използван оттогава при това просто изобретение.
Първият действащ образец на подводница е създаден през 1620 година за краля на Англия Джеймс I от холандския инженер, учен и изобретател Корнелий Дребел (1572 – 1633). Неговият проект е успешно изпитан в Темза. Той построява първата подводница, като използва принципите на Боурн. Тя се спуска на дълбочина от няколко метра под повърхността на реката, тласкана от дванадесет гребци, чиито гребла се подават през плътно прилепващи клапи от намаслена кожа. Два подобрени варианти са изпробвани в Темза между 1620 и 1624 година.
Между 1690 и 1692 г. френският физик Денис Папен проектира и построява две подводници. Той дава подробно описание на работата си в книга, наречена „recueil de diverses pièces“ (1695). Първият дизайн (от 1690 г.) е здрава и тежка квадратна метална кутия, оборудвана с ефективна помпа. След като корпусът е във водата и тежестите са натоварени на борда, отворът е запечатан и е време за помпване на въздух, за да се повиши вътрешното налягане. Когато барометърът показва, че налягането на въздуха вътре е достатъчно високо, дупките на пода могат да се отворят, за да позволят приема на необходимото количество вода. Първата машина е разрушена от злополука, преди да е тествана във вода. Вторият проект е осъществен през 1692 година. Корпусът има овална форма, което го прави естествено устойчив на натиск отвън; въздухът влиза и излиза свободно в корпуса благодарение на центробежна въздушна помпа.
До 1727 г. 14 вида подводници са патентовани в Англия. През 1749 г. списанието Джентълмен описва предложението, направено от Джовани Борели през 1680 г. за лодка с кози кожи в корпуса, като всяка е свързана с отвор. Лодката се потапя чрез наливане на вода в козите кожи и изплува на повърхността като излива водата от кожите. Това изглежда е първият подход към съвременния резервоар с баласт.
Едва през 17 век обаче, английският физик и астроном Едмънд Халей осъществява идеята на водолазния звънец, носещ неговото име. Това е дървен цилиндър с диаметър 2 метра, облицован с олово и снабден със стъклен илюминатор. Гмуркачите са седнали на платформа с крака във водата. Четирима души реализират това историческо потапяне за час и половина на дълбочина между 16 и 18 m.

### Първите военни подводници
Много скоро далновидни хора прозират големите възможности на подводниците за нуждите на военното дело. Може да се каже, че военното им използване започва през 1775 г. когато американецът Дейвид Бушнел създава ръчно управлявано, с формата на шишарка устройство, предназначено за един човек. Нарича го „Морска костенурка“. През 1776 г. „Морската костенурка“, управлявана от сержант Ерза Лий, се опитва да се насочи към британски кораб в пристанището на Ню Йорк, за да го потопи с помощта на бомба с часовников механизъм. Вместо това обаче е отнесен от течението защото единствената двигателна сила е манивела, задвижвана ръчно от вътрешната страна на малкия съд. Все пак това е първата подводница с независимо управление и първата, която използва витло за задвижване.
През 1800 г. Франция построява подводница, задвижвана с човешка сила, проектирана от американеца Робърт Фултън, „Наутилус“. Французите в крайна сметка се отказват от експеримента през 1804 г., както и британците, когато по-късно те се опитват да направят подводница по дизайна на Фултън.

#### Американската гражданска война
Подводницата „Хънли“, собственост на силите на Американската конфедерация, постига първа победа по време на Гражданската война в САЩ, като през февруари 1864 г. потопява кораба „Хаусътоник“ на силите на Съединението. „Хънли“ е подобна на „Морската костенурка“, придвижва се с ръчната тяга на екипаж от 8 души, който задвижва витлото с помощта на манивела. Макар да е първата, която успява за първи път да торпилира и потопи вражески кораб, екипажът ѝ не успява да я освободи от корпуса на „Хаусътоник“ и така отива на дъното заедно с него.
След по-малко от 20 години вече действат първите моторни подводници. Най-напред те са оборудвани с парен двигател, скоро след това и с дизелов мотор за движение по повърхността. При потапяне акумулатори поемат щафетата, за да осигурят придвижването. Въоръжени с торпеда със собствена система за придвижване, тези машини са страшно оръжие през Първата световна война.

#### Краят на XIX и началото на XX век
През 1870 г. френският писател Жул Верн публикува научнофантастичната книга, превърнала се в класика „Двадесет хиляди левги под водата“, която се отнася до приключенията на изобретателя на Nautilus, подводница, по-напреднала технически от всички други по това време. След международния ѝ успех, историята насърчава изобретатели от цял свят към постигане на такова превозно средство в реалност.
През 1879 г. правителството на Перу по време на Тихоокеанската война поръчва и построява напълно функционираща подводница Торо Submarino. Първото масово производство на подводници е задвижван от човешка сила плавателен съд, проектиран от полския изобретател Стефан Дрзевики. Петдесет единици са били построени през 1881 г. за руското правителство. През 1884 г. Дрзевики построява първата електрическата подводница.
През 1887 година военноморските сили на САЩ обявяват отворен търг за най-добър проект на торпедна подводница, като за целта се отпускат 2 милиона долара за построяването ѝ. Изискванията са парната машина да е с мощност от 1000 конски сили. Дизайнът на Холанд печели, но подводницата не е финансирана поради разногласия и несъответствия в договора. На следващата година на нов търг Холанд печели отново, но новият секретар на военния флот пренасочва парите към друг проект. Все пак първата серия механично задвижвани подводници, пуснати в експлоатация от военноморските сили на Великобритания, Япония, Русия и Съединените щати е построена от същия ирландски дизайнер Джон Филип Холанд през 1900 г. Няколко от тях са задържани в руските императорски и японските военноморски сили по време на Руско-японската война през 1904 – 1905 г.

#### Руско-японската война
Императорската японска флота започва своята подводна служба с пет подводници тип Холанд VII, закупени от Electric Boat Company през 1904 г. Петте плавателни съда са доставени в отделни пратки, които пристигат в Япония на 14 юни 1904 г. След повторен монтаж петте подводници Холанд са готови за бойни операции през август 1905 г., но Руско-японската война приближава към своя край на тази дата и така тези подводници не участват във военните действия по време на тази война.
Холанд напуска Electric Boat Company, недоволен от отношението към него и създава своя собствена компания „John P. Holland’s Submarine Boat Company“. Той успява да продаде плановете на две от по-големите и подобрени подводници, за да бъдат построени в Япония – едната достига скорост от 16 възела под вода, около два пъти повече от петте предишни модела на Холанд с които Япония разполага. Към изобретението на Холанд има интерес по цял свят, но се оказва, че правата над неговите модели се държат от Electric Boat Company.

#### Първата световна война
В навечерието на Първата световна война използването на подводници за военни цели е все още в зората си. Много страни считат тяхната употреба за неетична и те не се вписват в структурата на флота. Предпочитат се бойните кораби, които имат древна история. По това време нито една държава или нация не притежава способността и техническите средства за засичане и намиране на подводници и след това за тяхното унищожаване.
Военните подводници за първи път имат значително влияние по време на Първата световна война, като например подводниците на Германия, които участват във военни действия в първата атлантическа битка, и са отговорни за потъването на Лузитания, който е бил потопен в резултат на нерегулирана и неограничена употреба на подводници и често се цитира сред причините за влизането на САЩ във войната. Убити са 1198 души, включително жени и деца.
В самото начало на войната Германия има само 20 подводници, но леснодостъпни и готови за битка, включващи дизеловите от клас U-19 с диапазон 5000 мили и скорост осем възела, които работят ефективно около целия британски бряг. За сравнение Кралският военноморски флот има общо 74 подводници, но със смесена ефективност.
През август 1914 г. флотилия от десет подводници отплава от базата в Хелиголанд да атакува кралската флота бойни кораби в Северно море в първия подводен патрул във военната история. Целта им е да потопят кораби на British Grand Fleet и намалят численото им превъзходство. С много повече късмет, отколкото стратегия, първият набег не е успешен. Само едно нападение е извършено, когато U-15 изстрелва торпедо (което не уцелва) при HMS Monarch, а две от десетте подводници са загубени. U-9 има по-голям късмет. На 22 септември 1914 г., докато патрулират региона на южната част на Северно море, U-9 намира ескадрила от три остарели бронирани британски крайцера (HMS Aboukir, HMS Хог и HMS Cressy), на които е възложено да предотвратят навлизането на германски надводни кораби в източния край на Ламанша. U-9 уцелва с всичките си шест торпеда, презареждайки под вода и така потопява и трите крайцера за по-малко от час.
Германия има най-добрите подводници по време на първата световна война. Подводниците от клас UA са дълги 68 метра, тежат 1500 тона и имат скорост от 15,3 възела на повърхността и обсег от 12,63 мили при скорост от 8 възела. Въоръжението им се състои от две 150 милиметрови оръдия, разположени на палубата, 1000 снаряда, 19 торпеда и екипаж от 56 души. До 1918 година Германия разполага само с 9 такива. По време на Първата световна война повече от 5000 съюзнически кораби са потопени от подводници.

#### Втората световна война
Германия има най-големият подводен флот по време на Втората световна война. Понеже Версайският договор ограничава размера на флота, възстановяването на германските военноморски сили започва с пълна сила едва една година преди Втората световна война. Очаквайки да победи кралската флота чрез подводна война, германското върховно командване веднага спира строителството на кораби, запазва само няколко бойни кораба и два крайцера като прехвърля своите ресурси към подводниците, които би могло да построи много по-бързо. Въпреки че повечето средства през 1940 г. отиват за разширяване на производствените мощности и за започване на масовото производство, Германия построява повече от хиляда подводници до края на войната.
През Втората световна война Германия използва подводници за постигане на опустошителен ефект във Втората битка на Атлантическия океан, където се опитва да прекъсне британските маршрути за доставка и потопява повече търговски кораби, отколкото Великобритания може да замени. Въпреки че подводниците унищожават значителен брой кораби, стратегията в крайна сметка не успява. Основното нововъведение се оказва подобрената комуникация, криптирани съобщения и използване на шифър с известната машина Енигма.
До 40-те години на ХХ век подводниците трябва често да излизат на повърхността, за да заредят акумулаторите на електрическите двигатели и да подновят запасите от чист въздух. През 1942 г. германците разработват шнорхела, който увеличава времетраенето на потапянето. Става въпрос за сгъваема тръба с приблизителна дължина 8 m, откъдето навлиза въздух от повърхността, докато подводницата е в режим потапяне. Изгорелите газове се изхвърлят, а дизеловият двигател се захранва със свеж въздух. 
През първите няколко години на Втората световна война подводните сили отбелязват безпрецедентен успех, но са прекалено малко за да имат решаващ успех. До пролетта на 1943 г. строителството на немските подводници е с пълен капацитет, но е анулирано с увеличаване броя на въздухоплавателните средства, както и техническите нововъведения като радар и сонар. От март до юли същата година над 130 подводници са загубени. Едновременно загубите на съюзниците намаляват драстично, от 750 000 тона през март до 188 000 само през юли. Въпреки че втората битка на Атлантическия океан продължава до последния ден на войната, подводниците не могат да спрат притока на материали и персонал.
През Втората световна война Германия причинява тежки загуби на съюзническата флота. До края на войната, почти 3000 съюзнически кораби (175 бойни кораба, 2825 търговски кораби) са потопени от подводници. От 40 000 мъже служещи на подводници, 28 000 (70 %) загубват живота си.

#### Средата на XX век
Тъй като металите, от които се строят подводниците, стават все по-устойчиви, това позволява да бъдат достигнати дълбочини над 100 m, без водното налягане да ги смачка. Успоредно с това, конструкторите ги снабдяват със система за навигация и засичане – сонар. Той излъчва ултразвуци и улавя ехото, което идва от отражението му от кораб, подводница или подводен релеф. Анализът на това ехо позволява да се определят местонахождението и пътя на вражеските кораби. Същият тип оборудване се използва от групите за борба с подводници, които действат на повърхността. Вражеските подводници се засичат по шума, който издават. Системите да засичане на подводници позволяват да се регистрират и унищожават вражеските лодки.
През 1953 г., след многобройни изпитания, една автономна подводница, FNRS III, осъществява потапяне на 2100 m с двама пасажери. Този тип съоръжение, наричано батискаф, действа на принципа на дирижабъла. Поплавък, пълен с бензин, който е по-лек от водата и не се свива, осигурява плавателността на съда. Кабината, разположена отдолу, прилича на тази на „Батисферата“, но е с по-дебели стени, за да издържи на водното налягане при големите дълбочини. Теглото увлича цялата машина към дълбините. За да изплува, пилотът трябва да олекоти машината, като освободи оловния баласт.
С тези съоръжения започва истинска надпревара в рекордите. През януари 1960 г. на борда на „Триест“ американецът Дон Уолш и швейцарецът Огюст Пикар достигат невероятната дълбочина от 10 916 m. Оттогава сигурността на потопяемите апарати прави възможна реализацията на големи научни програми. За геолозите това е наблюдение на подробности, които наземните техники не позволяват. Биолозите най-накрая могат на воля да наблюдават всички животни, които са виждали само силно увредени, и да открият нови и непознати видове.

#### Съвременни подводници
С откриването и приспособяването на ядрената енергия за подводно придвижване, автономията на подводниците става практически неограничена. Продължителността на мисиите зависи от издръжливостта на екипажа. Ядреният реактор използва за гориво уран. Той произвежда топлина, която превръща водата в пара. Подобно на вятъра, който върти крилете на мелница, произведената пара върти лопатките на турбина, която задвижва витлото. В случай на авария, тези подводници разполагат също с помощни дизелови и електрически двигатели. Ядрената енергия позволява още и да се създадат нови оръжия: ядрените ракети, с които са въоръжени някои подводници.
Развитието на съоръжения като подводната чиния „Суапа“ дава възможност за по-щателни наблюдения. Снабдени с механична ръка и щипка за проби, с мощни прожектори и съвършено снимачно оборудване, тези изобретения правят революция в дълбочинните потапяния. С капацитет от 5 до 6 часа и с лесна управляемост, те правят възможно да се изминават големи разстояния на дълбочина 3000 m.
Най-авангардните неатомни подводници понастоящем са немските от клас 212. Те се захранват от дизелов генератор и горивни клетки. Това им позволява да останат под вода до три седмици в абсолютно тих режим и без да излъчват топлина. 
Великите сили, притежаващи военни подводници, ги поддържат в непрекъсната готовност в дълбините на океаните. Тези подводници заплашват с моментален ответен удар всяка страна, която първа прибегне към ядрено оръжие. Това са истински великани с дължина над 100 m и тегло над 10 000 т. Оборудвани с върхови технологии, те могат да достигнат 300 m дълбочина и да се движат с над 40 km/h. Екипажът от над 100 души се редува на смени през дългите мисии.
Американските атомни подводници от клас „Лос Анджелис“ имат водоизместване над 6000 т, а тези от клас „Сийуулф“ (на английски: Seawolf – морски вълк) – над 9000 т. (при дължина – над 100 m, ширина – 12 m, подводна скорост – 35 възела, надводна скорост – 25 възела).
Руските атомни подводници представляват голяма опасност за военния флот, според анализа на САЩ: 
- Клас „Амур“ имат конструкция, която намалява шума и това ги прави трудни за откриване. Имат 4 торпедни и 10 ракетни отсека.
- Клас „Ясен“ са многоцелеви атомни подводници от IV поколение по проект 885 „Ясен“. Потапят се до 600 м и имат автономност до 100 денонощия под водата без изплуване. Разполагат с 4 торпедни и 10 ракетни отсека. Въоръжени са с противокорабни крилати ракети.
- Клас „Борей“ са стратегически атомни подводници по проект 955. Имат на въоръжение 16 балистични ракети и са основите на руската боеспособност при ядреното възпиране. притежават много добра хидродинамичност. Шумът при тях е намален до минимум и затова са много трудни за откриване. Наречени са на името „Борей“ на древногръцкия бог на северния вятър.

## Употреба
Подводниците могат да се използват както за мирни, така и за военни цели.

### Военно приложение
Подводниците най-вече се използват като оръжие. В зависимост от класа и оборудването могат да изпълняват следните функции:
- поразяване на важни военно-промишлени и административни центрове, военни бази, пристанища и други наземни цели,

унищожаване на вражески подводници и кораби, както и на търговски и транспортни кораби, поставяне на минни полета, разузнаване, както и радарно наблюдение, комуникации, ретранслация на съобщения, което позволява на персонала да комуникира с щаба, както и други бойни задачи и мисии.
- като част от военноморските сили на въоръжените сили на дадена държава, подводниците могат да бъдат подводни военноморски сили. Те са в състояние да изпълняват бойни задачи самостоятелно или в групи, състоящи се от подводници и различни други сили, в сътрудничество с другите видове въоръжени сили.

Видове въоръжение:
- минно
- торпедно
- артиллерийско
- ракетно
- радиоелектронно

За защита в надводно положение се използват преносни зенитно-ракетни комплекси. Понякога са снабдени и с хидроплани.

### Мирно приложение

#### Изследването на морските дълбини
До началото на ХХ век малкото информация за дълбините идва от пробите, взети с мрежи. Достигнатите дълбочини надхвърлят 5000 m, но често пъти събраният материал идва на повърхността в недобро състояние.
В 1914 година в Германия е пусната във вода първата изследователска подводница. Идеята за построяването ѝ принадлежи на немския зоолог и меценат д-р Шотлендер. Проектът е разработен от фирмата Уайтхед. Но започналата през август 1914 г. Първа световна война осуетява плановете за използване на подводницата за изследователски нужди.
Следващата изследователска подводница е американската „Наутилус“. Спусната във вода през 1917 г., но едва в 1931 година е преоборудвана в изследователска. В торпедния участък е положена шлюзова камера за излизане на водолази и работа с океанологическа лебедка. В други участъци се поставя допълнително изследователско и навигационно оборудване, в това число сонар и жирокомпас.
Около 1930 година за първи път човек успява да види със собствените си очи морското дъно и обитателите му. Закачена за кабел на кораб, Батисферата, топка с размер 1,34 m в диаметър и стоманен корпус от 38 mm, отвежда Уилям Бийб и Отис Бъртън на 900 m дълбочина. Благодарение на два мощни прожектора, те успяват да изследват всичко наоколо.
Днес се използват за подводни биологически изследвания, разработка на нови системи и принципи на подводно корабостроене, както и експериментален материал за фундаментални изследвания. Съществуват и проекти за подводници за осъществяване на спасителни работи по море.
През 1987 г. Българската академия на науките придобива изследователската миниподводница PC-8-B, използвана за различни археологически и геологически проучвания.
През 2009 г. изследователският подводен апарат RU-27 извършва трансатлантически преход.

## Технология
Обикновено подводниците имат капковидна или пурообразна форма, метална, често с гумено покритие, външна обшивка – леко тяло, предназначено да придаде оптимални хидродинамични свойства на кораба.
Под олекотения корпус има здрава обвивка — основният корпус на лодката е изработен от специални сплави, способни да издържат водно налягане на потопяеми дълбочини. За да се даде на кораба променлива плаваемост (способността да се потапя под вода, да остане на определена дълбочина и да изплува на повърхността), се използва система от баластни резервоари, които се пълнят с вода или се издухват със сгъстен въздух. Управлението на лодката в подводно положение също се извършва с помощта на кормила за дълбочина.
Днес има два основни вида подводници: дизело-електрически и атомни. И двата вида се задвижват чрез електродвигател, който в първия случай се захранва с електрически ток от дизелов генератор (над водата) и акумулатори (под водата), а във втория – от атомен реактор. Електроцентралите са анаеробни (независими от въздуха). 